# Åsmyrtjärnen, Medelpad
Åsmyrtjärnen är en sjö i Ånge kommun i Medelpad och ingår i Ljungans huvudavrinningsområde.